# Grant, Michigan
Grant är en ort i Newaygo County i Michigan. Vid 2020 års folkräkning hade Grant 952 invånare.